# 2016년 시애틀 매리너스 시즌
2016년 시애틀 매리너스 시즌은 시애틀 매리너스가 메이저리그에 참가한 40번째 시즌이다. 스캇 서비스 감독이 팀을 이끈 첫 시즌으로, 이대호가 뛰었던 시즌이기도 하다. 팀은 아메리칸리그 서부지구 2위에 올랐으나, 와일드카드 획득에는 실패했다.

## 선수단
- 선발투수 : 이와쿠마, 에르난데스, 팩스턴, 미란다, 마일리, 워커, C.마틴, 스토렌, 르블랑, 칸스, 샘슨, 카미네로
- 구원투수 : 몽고메리, 누노, 스크라이브너, 빈센트, 알타빌라, 빌헬름슨, 지크, 파커, 존슨, 아로, 과이페, 벤디트, 롤린스, 페랄타, 윌랜드, 로치, 베노아
- 마무리투수 : 시섹, 디아즈
- 포수 : 주니노, 수크레, 이아네타, 클레벤저
- 1루수 : 이대호, 린드, 보겔벡
- 2루수 : 카노, 마르테, 프리먼
- 유격수 : 오말리, 사디나스
- 3루수 : 시거
- 좌익수 : 구티에레즈, 테일러, 로버트슨, 로메로
- 중견수 : L.마틴, 에레디아
- 우익수 : 아오키, 스미스, 가멜
- 지명타자 : 크루즈